# Baie de Corral
Pour les articles homonymes, voir Corral (homonymie).
La Baie de Corral (Corral Bay) est située dans l'embouchure du río Valdivia au sud du Chili. Ses villes principales sont Corral et Niebla. L'embouchure de la baie se trouve entre Juan Latorre et Morro Gonzalo et mesure 5,5 km. Elle est sillonnée toute l'année par des bâtiments de transport et des bateaux de pêche. La baie est connue pour être la baie la plus fortifiée de l'Amérique hispanique, depuis l'époque des colonies. 